# Alissas
 Alissas  es una población y comuna francesa, ubicada en la región de Ródano-Alpes, departamento de Ardèche, en el distrito de Privas y cantón de Privas.

## Demografía
| 561 | 508 | 478 | 618 | 720 | 1026 |
| Para los censos de 1962 a 1999 la población legal corresponde a la población sin duplicidades (Fuente: INSEE [Consultar]) |     |     |     |     |      |